# Arena (Italie)
Pour les articles homonymes, voir Arena.
Arena est une commune de la province de Vibo Valentia en Calabre en Italie.

## Administration
| Période                                  | Période     | Identité              | Étiquette       | Qualité |
| ---------------------------------------- | ----------- | --------------------- | --------------- | ------- |
| 1945                                     | 1946        | Antonino Annetta      |                 |         |
| 1946                                     | 1947        | Salvatore Corbo       |                 |         |
| 1948                                     | 1952        | Pasquale Scordamaglia |                 |         |
| 1952                                     | 1959        | Domenico Cesarelli    |                 |         |
| 1960                                     | 1961        | Salvatore Idà         |                 |         |
| 1962                                     | 1969        | Giuseppe Pellì        |                 |         |
| 1970                                     | 1974        | Domenico Cesarelli    |                 |         |
| 1975                                     | 1979        | Michele Sorbara       |                 |         |
| 1980                                     | 1989        | Rosario Pugliese      |                 |         |
| 1990                                     | 1992        | Michele Pagano        |                 |         |
| 1993                                     | 1996        | Francesco Cosentino   |                 |         |
| 1997                                     | 2002        | Rosario Pugliese      |                 |         |
| 2002                                     | 29 mai 2007 | Giosuele Schinella    |                 |         |
| 29 mai 2007                              | 2012        | Giosuele Schinella    | Centro-Sinistra |         |
| 07 mai 2012                              | En cours    | Antonino Schinella    | Lista civica    |         |
| Les données manquantes sont à compléter. |             |                       |                 |         |

### Hameaux
Berrina-Bivieri, Castellina, Castellina Managò, Cerasara, Croce, Croce di Bovo, Fossa, Tomacelli, Umbro

### Communes limitrophes
Acquaro, Dasà, Fabrizia, Gerocarne, Mongiana, Serra San Bruno